# Hypsioma cariua
Hypsioma cariua là một loài bọ cánh cứng trong họ Cerambycidae.